# Ibrahim Ustavdić
Ibrahim Ustavdić (Gračanica, 1878. − Sarajevo, 1974.) bio je bosanskohercegovački prosvjetni radnik, prvi gračanički učitelj, školski nadzornik i upravitelj prve Narodne osnovne škole u Gračanici. Jedna od najvažnijih ličnosti u povijesti Gračanice. Prapradjed je Edvinu Kanki Ćudiću.

## Životopis
Rođen je u Gračanici 1878. godine. Narodnu osnovnu školu završio je 1897. godine u rodnom gradu, a potom je upisao i završio učiteljsku školu. Za privremenog učitelja u Bosanskoj Otoci imenovan je 1902. godine. Iz Bosanske Otoke premješten je u Kozarac 1903., a odatle u Prijedor 1904. godine. Početkom 1905. premješten je za učitelja u Narodnu osnovnu školu u Gračanici, gdje je radio do 1935. godine.  Od 1912. do 1935. bio je upravitelj Narodne osnovne škole u Gračanici. Godine 1935. imenovan je za školskog nadzornika u Gračanici. Tu dužnost je obnašao do 1938. godine, kada odlazi u mirovinu. Radio je kao učitelj u Gračanici više od trideset godina. Također, kao učitelj i upravitelj Narodne osnovne škole, sudjelovao je u obrazovnoj reformi gračaničke Osman-kapetanove medrese 1930. godine. Kada je 1903. osnovan mjesni odbor Gajreta u Gračanici, bio je među njegovim prvim rukovoditeljima. Jedan je od financijskih donatora za sarajevski spomenik posvećen hrvatskom pjesniku Silviju Strahimiru Kranjčeviću. Također, kada je listopada 1936. u Gračanici je otkriven spomenik kralju Aleksandru I. Karađorđeviću, Ibrahim Ustavdić je bio među političkim službenicima. Položio je dva vijenca u ime mjesnih škola.
Nakon umirovljenja, preselio se u Sarajevo, gdje je preminuo u proljeće 1974. Prema njegovoj želji pokopan je u Gračanici, na groblju Režići. Dženazi Ibrahima Ustavdića je prisustvovao veliki broj Gračanlija, svi učenici i učitelji Osnovne škole "Hasan Kikić" u Gračanici, kao i delegacije učenika i prosvjetara iz drugih škola.

## Vanjske poveznice
| Političke dužnosti | Političke dužnosti                                         | Političke dužnosti        |
| ------------------ | ---------------------------------------------------------- | ------------------------- |
| prethodnik –       | Upravitelj Narodne osnovne škole u Gračanici 1912. – 1935. | nasljednik Mustafa Žiško  |
| prethodnik –       | Školski nadzornik u Gračanici 1935. – 1938.                | nasljednik Šefik Bešlagić |